# František Žákavec

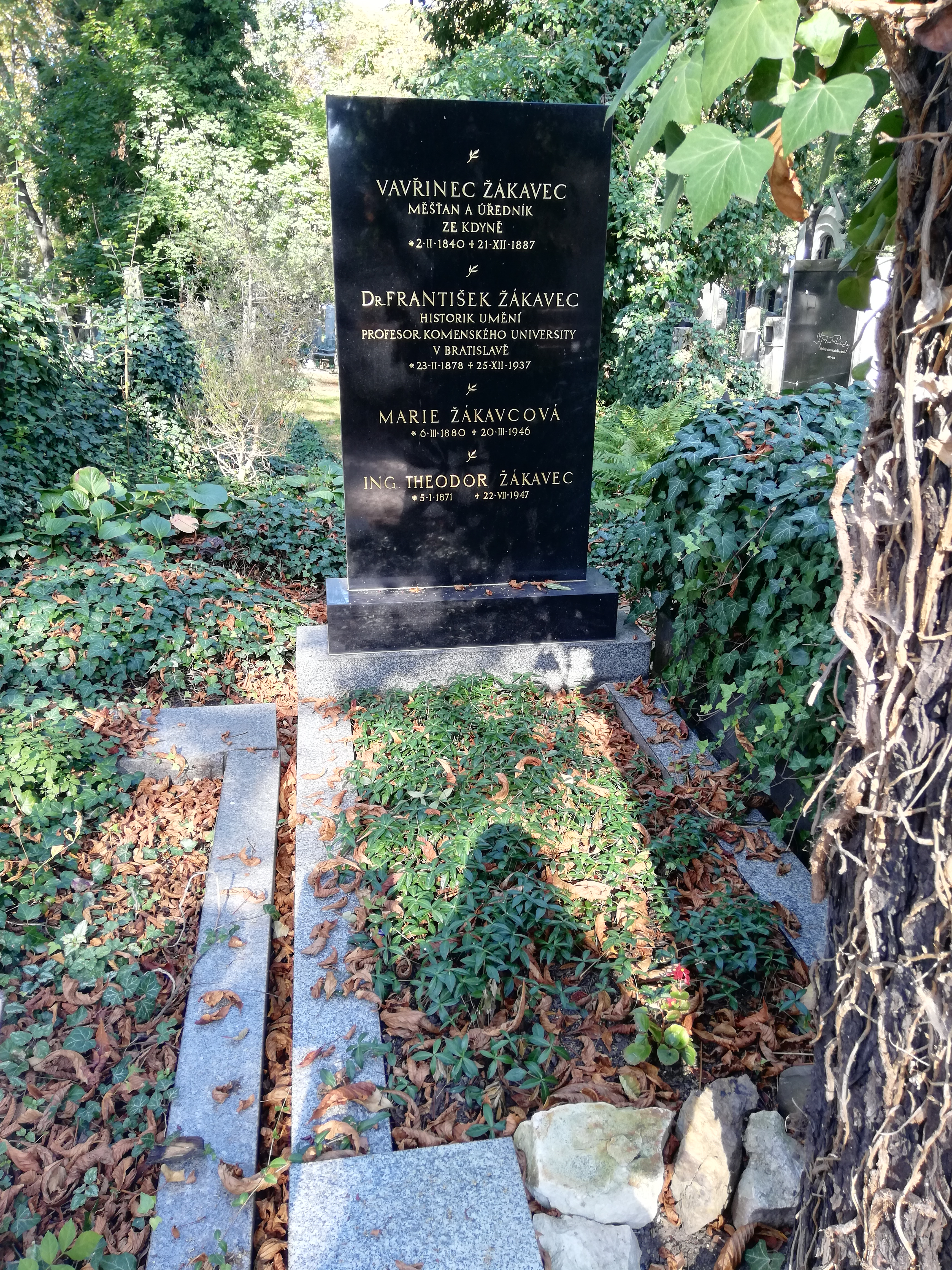
Hrob Františka Žákavce (Olšanské hřbitovy v Praze; Hřbitov IV, oddíl 11, hrob číslo 447)

František Žákavec (23. února 1878, Kdyně – 25. prosince 1937, Praha) byl český historik umění, profesor Univerzity Komenského v Bratislavě.

## Život
František Žákavec pocházel ze starobylého chodského rodu, s kořeny doloženými do roku 1654. Byl synovcem regionálního historika Emila Tšídy (1862–1926). Vystudoval původně romanistiku na Filosofické fakultě Univerzity Karlovy (1896–1899) a jako stipendista v letech 1899–90 studoval na pařížské Sorbonně. Tam se prohloubil jeho zájem o výtvarné umění. Studia dokončil v Praze, kde byl ovlivněn zejména přednáškami T.G. Masaryka a F.X. Šaldy a vitalistickou filosofií Henri Bergsona.
Po studiu nastoupil jako suplent na reálce v Praze na Žižkově (1901–1902) a pak působil jako středoškolský profesor v Plzni, Mladé Boleslavi (1904–1907) a v Praze-Karlíně (1907–1924). Historií umění se intenzivně zabýval od roku 1918. V letech 1919–1920 byl redaktorem časopisu Volné směry. Ve 20. letech patřil do vlivné společnosti historiků umění Šestka v Praze. K jeho přátelům patřil Josef Šusta. Habilitoval se na Univerzitě Komenského v Bratislavě, kde od roku 1924 působil jako profesor dějin umění.
Od roku 1933 byl dopisujícím a od r. 1934 mimořádným členem Královské české společnosti nauk (od r. 1935 České akademie věd a umění). Spolupracoval na Ottově slovníku naučném nové doby (od r. 1934). Ve 30. letech podpořil stavbu památníku bitvy u Domažlic, která však nakonec nebyla realizována.
Zemřel v Praze ve věku 59 let. Byl pohřben na Olšanských hřbitovech.

### Ocenění
- 1920 Officier d’Académie
- 1923 Officier de l’Instruction publique

## Dílo
Hlavní doménou Žákavcových vědeckých zájmů bylo české umění 19. století v jeho historických souvislostech, zejména generace Národního divadla. Detailně se zabýval dílem Františka Bílka, Mikoláše Alše, Josefa Mánesa, a zejména Maxe Švabinského. Měl literární nadání a vybroušený styl, kterým ve své generaci vynikal. Jeho kultivovaného slovního projevu si cenil také Jan Mukařovský.
Zajímal se o staré světové umění (Albrecht Dürer, Tizian, Georges de la Tour, bratři Le Nainovi, Jacques Callot) ale hlavní pozornost věnoval zejména francouzské výtvarné kultuře přelomu století (Auguste Rodin, Camille Pissarro, Georges Seurat, Auguste Renoir, Edgar Degas, Vincent van Gogh).
Jako kritik hodnotil dílo Alfonse Muchy i význam Františka Kupky. Umělecký projev chápal komplexně, v plné vázanosti obsahu a formy a v souvislosti s dobou a jejími sociálními a kulturními předpoklady.

### Publikace (výběr)
- Chrám znovuzrození. O budovatelích a budově Národního divadla, Praha 1918 (2. vyd. 1938)
- Jan Preisler. Výběr z jeho díla, Praha, 1919
- Jan Preisler, Praha 1921
- Josef Šejnost. Výběr medailí a plaket, Praha 1921
- Dílo Josefa Mánesa. (Svazek II., Lid československý), Grafický kabinet Jan Štenc, Praha, 1923.
- Z italského skicáře M. Švabinského. Grafický kabinet Jan Štenc, Praha, 1925.
- Dílo Dušana Jurkoviče. Vesmír, Praha, 1929. 352 s. s fotografiemi.
- Max Švabinský I. Jan Štenc, Praha, 1933.
- Max Švabinský II. Jan Štenc, Praha, 1936.

### Překlady
- Bernard Émile, Vzpomínky na Paula Cézanna, Arthur Novák, Praha 1917 (s. V.V. Štechem)
- Bergson Henri, Vývoj tvořivý, Praha 1919 (s. F. Pelikánem)

### Články (výběr)
- Tyrš výtvarný kritik, Věstník sokolský, Praha, 1932, s. 609
- Grafik V. Hollar, Vitrinka 10, 1933, s. 52–72
- Objev dějepisu umění ve Francii, Umění IX, 1936, s. 402
- Václav Špála, Umění IX, 1936, s. 79
- Mezi zátišími, Umění X, 1937, s. 207
- Výstava padesát let Mánesa, Umění X, 1937, s. 472
- František Kaván, Umění 11, 1938, s. 109–124